# Masteria
Genre
Synonymes
- Accola Simon, 1889
- Antrochares Rainbow, 1898
- Microsteria Wunderlich, 1988

Masteria est un genre d'araignées mygalomorphes de la famille des Dipluridae.

## Distribution
Les espèces de ce genre se rencontrent en Amérique, en Océanie et en Asie du Sud-Est.

## Liste des espèces
Selon World Spider Catalog (version 26, 12/04/2025) :
- Masteria aguaruna Passanha & Brescovit, 2018
- Masteria aimeae (Alayón, 1995)
- Masteria amarumayu Passanha & Brescovit, 2018
- Masteria angienae Víquez, 2020
- Masteria barona (Chickering, 1967)
- Masteria boggildi Lissner, 2023
- Masteria caeca (Simon, 1892)
- Masteria cavicola (Simon, 1892)
- Masteria chalupas Dupérré & Tapia, 2021
- Masteria colombiensis Raven, 1981
- Masteria downeyi (Chickering, 1967)
- Masteria franzi Raven, 1991
- Masteria galipote Passanha & Brescovit, 2018
- Masteria golovatchi Alayón, 1995
- Masteria guyanensis Almeida, Salvatierra & de Morais, 2018
- Masteria hirsuta L. Koch, 1873
- Masteria jatunsacha Dupérré & Tapia, 2021
- Masteria kaltenbachi Raven, 1991
- Masteria lasdamas Dupérré & Tapia, 2021
- Masteria lewisi (Chickering, 1965)
- Masteria lucifuga (Simon, 1889)
- Masteria luisi Rodríguez-Castro, Rodríguez & Delgado-Santa, 2025
- Masteria macgregori (Rainbow, 1898)
- Masteria machay Dupérré & Tapia, 2021
- Masteria manauara Bertani, Cruz & Oliveira, 2013
- Masteria modesta (Simon, 1892)
- Masteria mutum Passanha & Brescovit, 2018
- Masteria otongachi Dupérré & Tapia, 2021
- Masteria pallida (Kulczyński, 1908)
- Masteria papallacta Dupérré & Tapia, 2021
- Masteria pasochoa Dupérré & Tapia, 2021
- Masteria pecki Gertsch, 1982
- Masteria petrunkevitchi (Chickering, 1965)
- Masteria sabrinae Passanha & Brescovit, 2018
- Masteria simla (Chickering, 1967)
- Masteria soucouyant Passanha & Brescovit, 2018
- Masteria spinosa (Petrunkevitch, 1925)
- Masteria tayrona Passanha & Brescovit, 2018
- Masteria toddae Raven, 1979
- Masteria urdujae Rasalan & Barrion-Dupo, 2019
- Masteria verdum Rodríguez-Castro, Rodríguez & Delgado-Santa, 2025
- Masteria yacambu Passanha & Brescovit, 2018

Selon World Spider Catalog (version 23.5, 2023) :
- † Masteria sexoculata (Wunderlich, 1988)

## Systématique et taxinomie
Ce genre a été décrit par L. Koch en 1873.
Accola et Antrochares ont été placés en synonymie par Raven en 1979.
Microsteria a été placé en synonymie par Raven en 2000.

## Publication originale
- L. Koch, 1873 : Die Arachniden Australiens. Nürnberg, vol. 1, p. 369-472 (texte intégral [PDF].